# Corystidae
Super-famille
Famille
Les Corystidae sont une famille de crabes, la seule de la super-famille des Corystoidea. Elle comprend neuf espèces actuelles et six fossiles dans huit genres dont quatre fossiles.

## Liste des genres
Selon BioLib (26 juin 2016) :
- genre Corystes Bosc, 1802
- genre Corystites Lőrenthey, in Lőrenthey & Beurlen, 1929
- genre Gomeza Gray, 1831
- genre Jonas Hombron & Jacquinot, 1846
- genre Gomezinus Collins, Lee & Noad, 2003 †
- genre Harenacorystes Van Bakel, Jagt, Artal & Fraaije, 2009 †
- genre Hebertides Guinot, De Angeli & Garassino, 2007 †
- genre Micromithrax Noetling, 1881 †

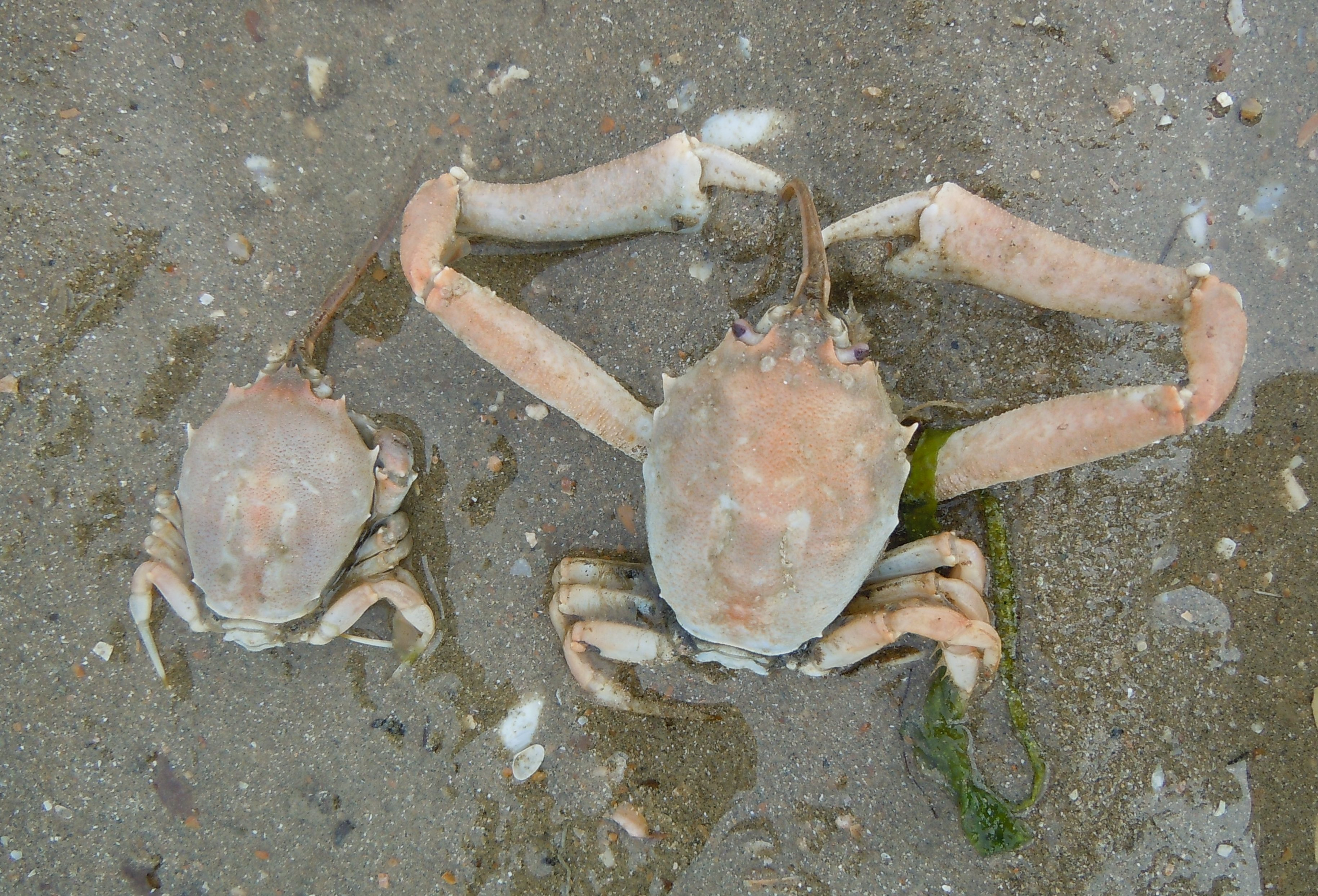
Corystes cassivelaunus
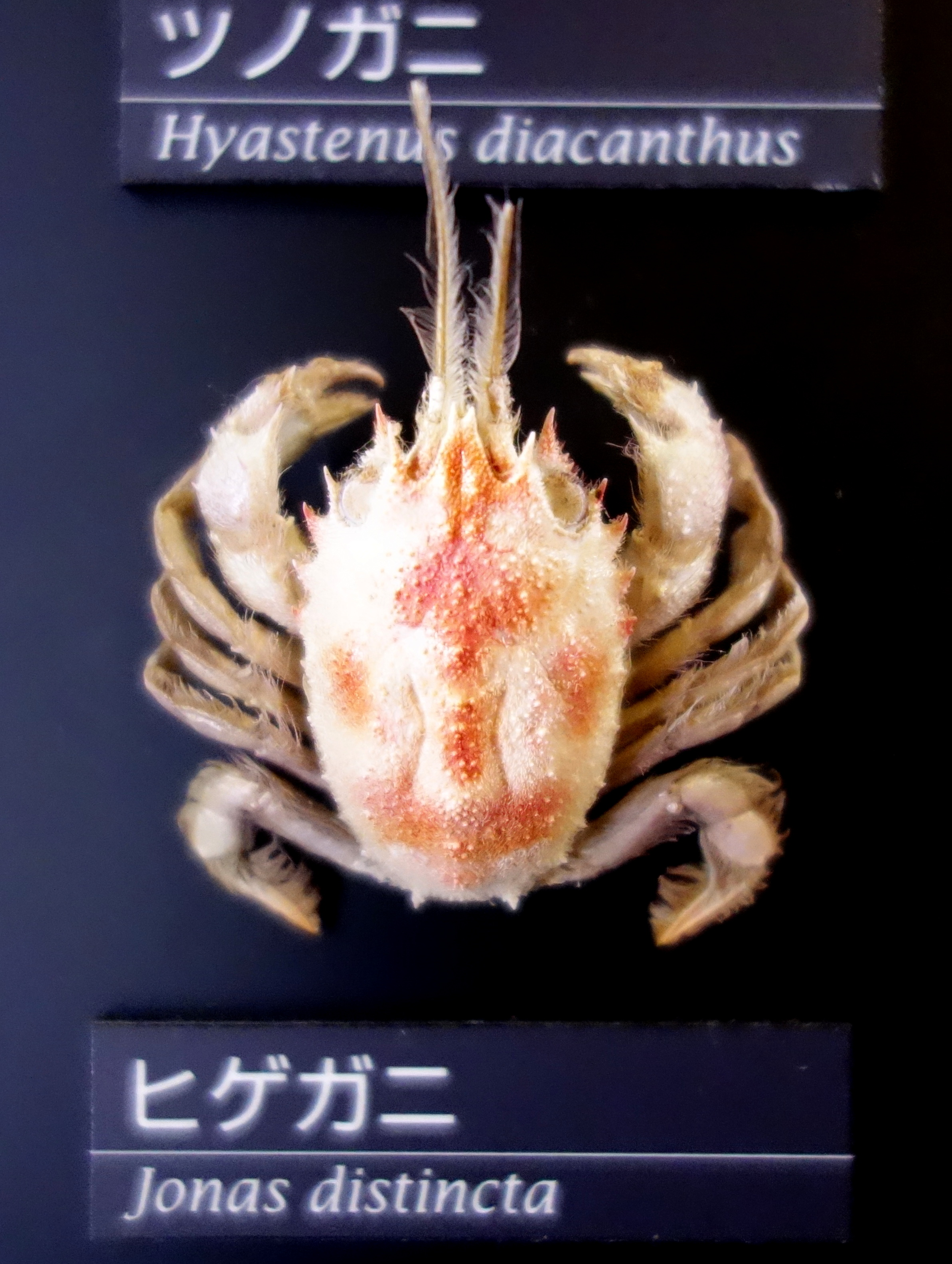
Jonas distincta